# Табун-бий
Табун (Табын, Табун Кокин. 1670 — 1695 гг.) — правитель, бий "Улуса Абаковичей"  в составе  Теленгитского Улуса

## Биография
В начале 1670 года умирает князь Кока, на трон восседает его сын Табун
В 1671 году,князь Табун вместе с Князем Мачиком,возвращается на устье реки ЧумышВ 1673 — 1679 происходят массовые набеги на Кузнецкий уезд Телеута В.Кривого, И.Абакова и  И.Бая
1673 году,происходит поход Р.Старкова против Донжина и Табуна. В том же году приезжает посольство во главе с М. Ржицким к князю Табуну. Поход П. Лаврова против князя Табуна. После набегов служивые люди обратились к Л.Доможирову с просьбой наказать «воров». Не ожидая разрешения свыше,тот организовал и отправил против Теленгитов отряд из 250 воинов во главе с Атаманом И. Бедарем с целью приведения их в подданство. Улус был обнаружен «на Усть-Чюмышу реке» в нём насчитывалось 50 юрт, а новой был князец (Мурза?) Иван (Имен?) Абаков. После небольших переговоров начался бой. Благодаря численностью и техническому превосходству, отряд И.Бедаря разгромил Телеутов. Однако это лишь усилило сопротивление Телеутов. В том же году, князец Выезжих Телеутов Ирка Уделков бежал из Томска и,заключив союз с Ойратским Тайши Донжином. В погоню к ним отправили отряд во главе с Р.Старковым и «догнав их за Обью рекою в Калмыцкой земле» Р. Старков дал им бой и разбил Донжина и князца Ирку,взяв в плен его сына - Шама ,но сам Ирка спасся. Буквально на третий день  Табун обращается за помощью к Кегеню-кутухте и получает 200 воинов - ойратов и начал сбор войск.
В 1674 году происходит вторжение и разорение Томских деревень,где в процессе боёв были убиты братья Кожановы в т.ч. и Балык. В погоню за Баскаулом отправился воевода Р.Старкова и настигнув их на переправе Р.Томь вступает с ними в бой,где выходит победителем потеряв 7 человек убитыми и 20 ранеными
1676 году князь Табун совершает походы против Орчаков
1678 году посольство В. Бубенного к князю Табуну 1679 году, где решается вопрос о конфликте и раздоров между телеутами и русскими. Так,причиной раздора Князь Табун считал уклонение русских властей от выполнения своих союзнических обязательств по отношению к их улусу, а именно,отказ Царя помочь Телеутам,нарушение обязательств по шерти,а также помощь русских властей противникам Теленгитов - Чаткары Торгоутова и оказываете последнему военной помощи.
1679 — 1680 годы происходит усиление политической зависимости Телеутов от Джунгарских ханов
1679 — 1680 годы,приезжает посольства В. Бубенного, Г.Пущина к Табуну
1682 году,набег Матур-Тайши на Кузнецк. Табун игнорирует просьбы Матура-Тайши помочь ему и прислать воинов 
В 1683 гг, посольство к князю Табуну от М. Ржицкого
В 1685 году,приезд в Томск послов Табуна (Юргутая и Кочканака) 1687 год,вторжение Бурутов на территорию Горного Алтая
1688 год, посольство П.Лаврова к Табуну. Шерть Табуна .1689 году разгром Джунгарского правителя Галдан-Бошогту-Хана в долине реки Челушман
1695—1696 года, посольство Н.Прокофьева  к Табуну и Бейкону.
В 1697 году,князь Табун умирает

## Память
Предположительно,речка «Табунка»(приток Чарыша) названа в честь этого Телеутского князя